# Гокчеада
Имброс (старо име на турском: İmroz; грчки: Ίμβρος – Imvros), званично Гокчеада (турски: Gökçeada) највеће је острво у Турској и округ у вилајету Чанакале у северном делу Егејског мора, а полуострво Авлака представља најзападнију тачку Турске. Површина острва је 287 km², дужина у правцу запад-исток износи 27 km, а ширина у правцу север-југ је 10 km.
Према попису становништва из 2000. године, острво Имброс је имало 8.875 становника. Исти попис наводи 7.254 становника у граду Гокчеада и 1.621 становника у руралном залеђу. Најважније привредне гране Имброса су рибарство, виноградарство и туризам. 
Станвништво је птретежно турско, иако на Имбросу још увек има око 250 Грка. У ХХ веку велики број Грка је емигрирао, с обзиром да је у прошлости већинско становништво било грчко. Према попису из 1927. године на острву је било 6.555 Грка и 157 Турака, док је на попису 2000. године број Грка био 254, а број Турака 8.640. Број Турака и Грка је био приближно исти по подацима из 1970. године и то 3.970 Турака и 2.621 Грк.
На овом острву су рођени васељенски патријарх Вартоломеј I Цариградски и византијски историчар Михалис Критовулос.